# Imbituva (ort)
Imbituva är en ort i Brasilien.   Den ligger i kommunen Imbituva och delstaten Paraná, i den södra delen av landet, 1 100 km söder om huvudstaden Brasília. Imbituva ligger 893 meter över havet och antalet invånare är 19 671.
Terrängen runt Imbituva är huvudsakligen platt. Imbituva ligger uppe på en höjd. Det finns inga andra samhällen i närheten.
I omgivningarna runt Imbituva växer i huvudsak städsegrön lövskog. Runt Imbituva är det ganska glesbefolkat, med 26 invånare per kvadratkilometer.